# منتخب زامبيا للكريكت
منتخب زامبيا الوطني للكريكت (بالإنجليزية: Zambia national cricket team)‏ هو ممثل زامبيا الرسمي في المنافسات الدولية في الكريكت .